# Velocità di circolazione della moneta

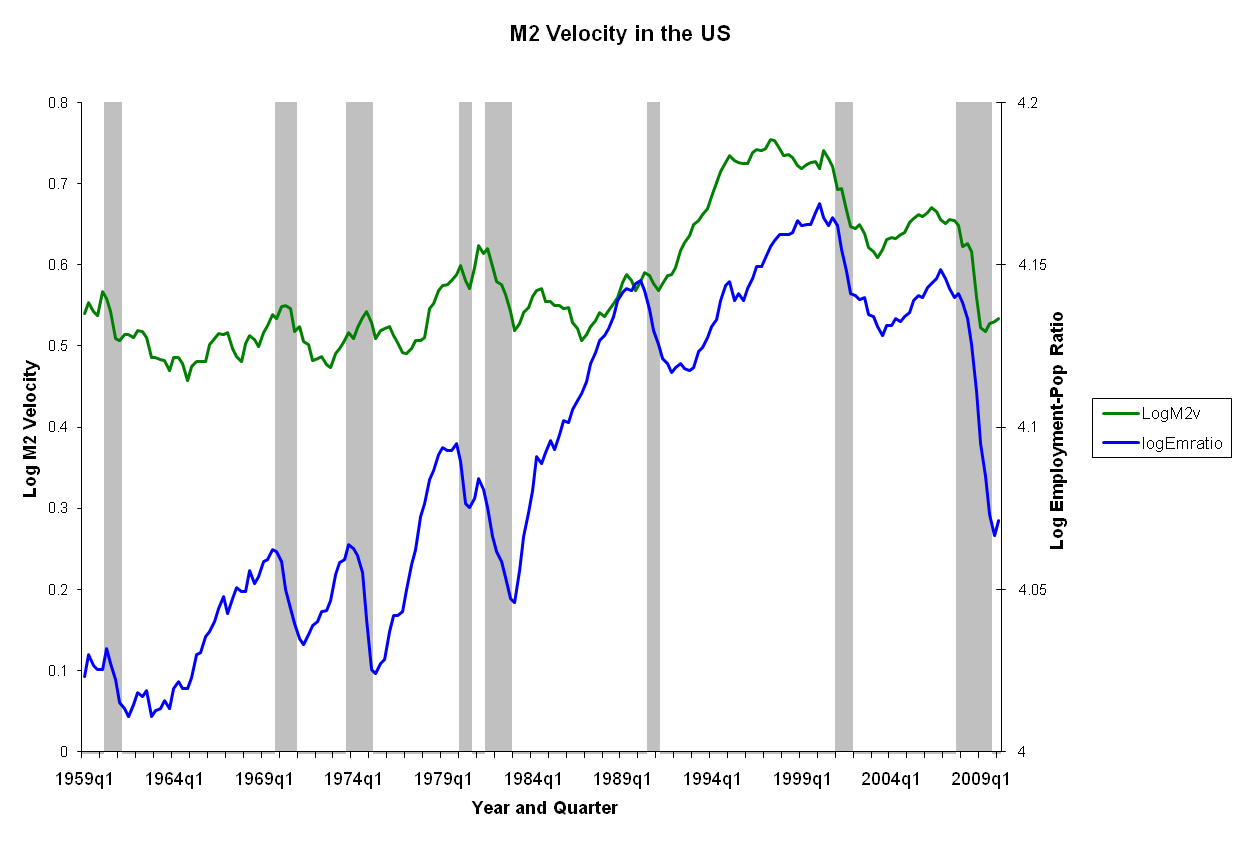
Grafico che mostra l'andamento della velocità dell'aggregato monetario M2 degli Stati Uniti (in verde), calcolata dividendo il PIL nominale per lo stock di M2. La velocità di M2 non è stabile ed è correlata con il tasso di occupazione (in blu), un indicatore della vitalità economica. Sia la velocità di M2, sia il tasso di occupazione diminuiscono in periodi di recessione (rappresentati con le barre grigie). Tale andamento contraddice la teoria quantitativa della moneta, secondo la quale la velocità della moneta è stabile e solo minimamente correlata alle condizioni economiche.

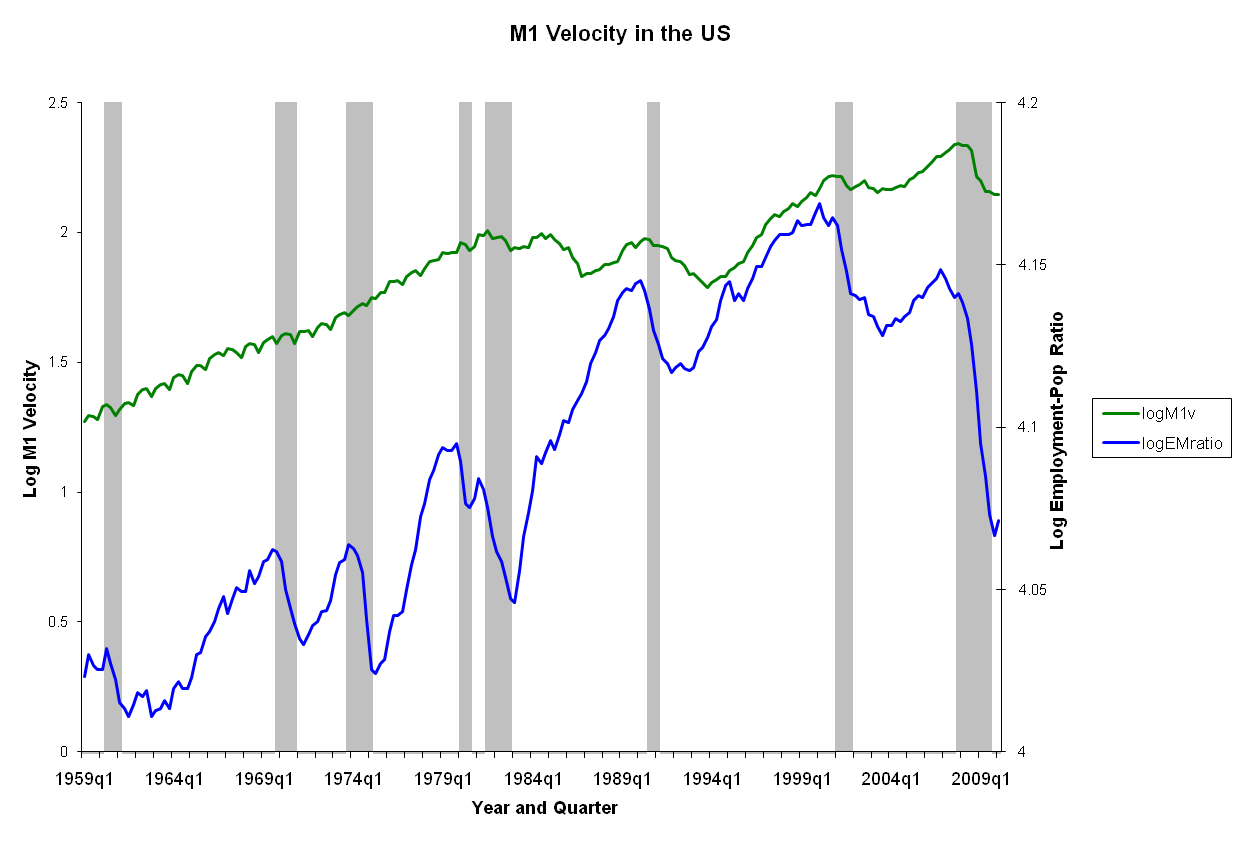
Grafico che mostra la velocità di un aggregato monetario più ristretto, M1.

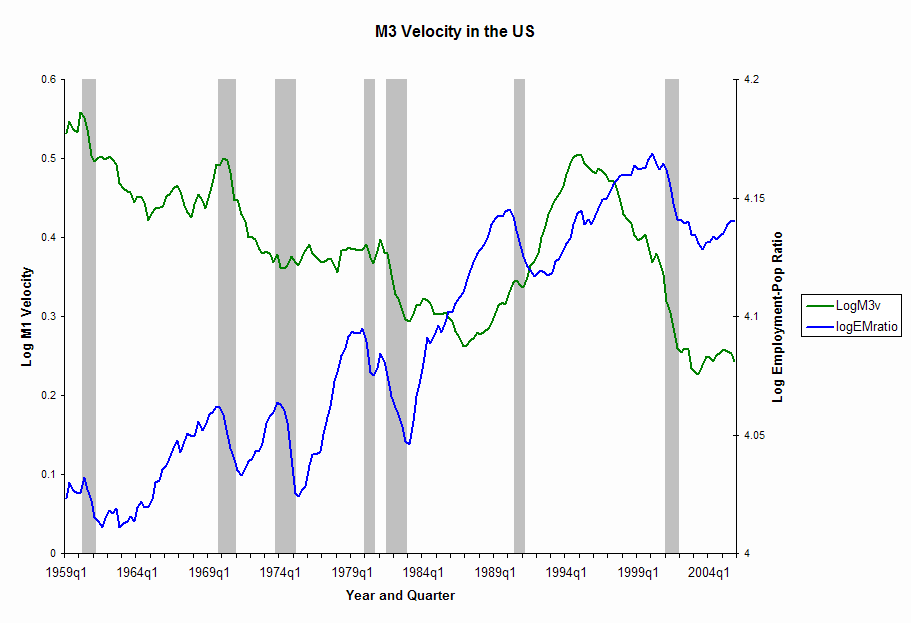
Grafico che mostra la velocità di un aggregato monetario più ampio, M3. Poiché gli Stati Uniti non pubblicano più dati ufficiali su M3, il grafico arriva solo fino al 2005.

La velocità di circolazione della moneta (o, più brevemente, velocità della moneta) è la frequenza media con cui un'unità di moneta è spesa in uno specifico periodo di tempo. Tale concetto mette in relazione le dimensioni dell'attività economica con una data offerta di moneta. Quando il periodo è convenuto, la velocità può essere presentata come un numero puro; altrimenti dovrebbe essere citata come un numero puro in rapporto al tempo. Nell'equazione dello scambio, la velocità della moneta è una delle variabili che determinano l'inflazione.

## Esemplificazione
Se, per esempio, in un'economia molto piccola, in cui ci sono solo 50 euro in tutto, un contadino (dotazione iniziale: 10 euro) e un meccanico (dotazione iniziale: 40 euro) acquistano, nel corso di un anno, merci e servizi l'uno dall'altro nelle tre seguenti transazioni:
- il meccanico compra grano dal contadino per 40 euro;
- il contadino spende 50 euro per far riparare il trattore dal meccanico;
- il meccanico acquista un gatto dal contadino per 10 euro;

allora 100 euro hanno cambiato mano nel corso dell'anno, sebbene ci siano solamente 50 euro in questo piccolo sistema economico. Questo livello di 100 euro è possibile poiché ciascun euro è stato speso in media due volte nell'anno; ciò equivale a dire che la velocità della moneta è stata pari a {\displaystyle 2/anno}.

## Misurazione indiretta
Nella pratica, i metodi per misurare la velocità della moneta sono solitamente indiretti:
{\displaystyle V_{T}={\frac {nT}{M}}}
in cui
{\displaystyle V_{T}} è la velocità della moneta per il totale delle transazioni;
{\displaystyle nT} è il valore nominale aggregato delle transazioni;
{\displaystyle M} è l'ammontare totale medio di moneta in circolazione nel sistema economico (vedi anche “Offerta di moneta”).
(Nella dicotomia classica, {\displaystyle nT} può essere scomposto nel prodotto {\displaystyle P\cdot T} del livello dei prezzi {\displaystyle P} per il valore reale aggregato delle transazioni {\displaystyle T}.)
I valori di {\displaystyle nT} e {\displaystyle M} consentono di calcolare {\displaystyle V_{T}}. 
Lo stesso procedimento può essere applicato all'intero sistema economico; la relazione diventa:
{\displaystyle V={\frac {nQ}{M}}}
in cui
{\displaystyle V} è la velocità per le transazioni contabilizzate nel prodotto nazionale lordo;
{\displaystyle nQ} è il prodotto nazionale lordo nominale.
(Analogamente a quanto fatto con {\displaystyle nT}, nella dicotomia classica, {\displaystyle nQ} può essere scomposto nel prodotto {\displaystyle P\cdot Q}.)

## Determinazione
Le determinanti e la conseguente stabilità della velocità della moneta sono oggetto di controversie tra le scuole di pensiero economico, nonché all'interno delle stesse. I sostenitori della teoria quantitativa della moneta tendono e ritenere che, in assenza di aspettative inflative o deflative, la velocità sarà tecnicamente determinata e stabile, e che tali aspettative non si verificheranno senza un segnale che i prezzi generali sono cambiati o cambieranno.
Ora, come sosteneva Richard Cantillon (1680-1734): “il denaro è necessario per la circolazione delle merci, i metalli preziosi non coincidono con la ricchezza ed il fabbisogno di denaro coincide col valore degli scambi e dalla velocità di circolazione del denaro. Il tasso di interesse non è altro che il rapporto tra domanda e offerta di fondi a prestito”.
E' importante ricordare anche il concetto introdotto nel 1911 da Irving Fisher (1867-1947), ideatore della parola REFLAZIONE (saggio di Luigi Einaudi 1934), che lo inserì nella sua equazione degli scambi:
MV=PY (Moneta x Velocità= Prezzi x Quantità prodotto)
In poche parole, se aumentiamo la moneta o salgono i prezzi o aumenta la quantità prodotta